# آباسی، آماسیا
آباسی یا آباجی (به لاتین: Abacı) در ترکیه است که در استان آماسیه واقع شده‌است.